# ثبت با سند برابر است
ثبت با سند برابر است فیلمی به کارگردانی بهمن گودرزی و به تهیه‌کنندگی مجتبی متولی و به نویسندگی بهمن گودرزی و یزدان فتوحی محصول سال ۱۳۹۴ است.
این فیلم از تاریخ ۱ آذر ۱۳۹۶ در سینماهای ایران اکران شده‌ است.

## داستان فیلم
این فیلم داستان پنج دوست است که باغی را به صورت شریکی خریداری می‌کنند و شرط می‌کنند آخرین نفری که ازدواج نکرده باشد مالک باغ می‌شود. 
هشت سال بعد از شرط کردن، شاهین (امین حیایی) از سفر خارج بر می‌گردد و وقتی می‌بیند قیمت آن باغ سر به فلک کشیده، به سراغ کیا (مجید صالحی) می‌رود که ببیند چه کسانی از آن پنج دوست ازدواج کرده‌اند. بعد از آن درصدد است تا کسانی را که ازدواج نکرده‌اند (با کلک) وادار به ازدواج کند و پول باغ را بگیرد و به طلبکارانش بدهد.

## بازیگران
| بازیگر            | نقش             |
| ----------------- | --------------- |
| امین حیایی        | شاهین           |
| مجید صالحی        | کیا             |
| فرزاد حسنی        | کوروش           |
| علیرضا مسعودی     | پیمان           |
| سپند امیرسلیمانی  | فرزاد           |
| نیوشا ضیغمی       | مهشید           |
| سحر قریشی         | سارا            |
| الهام حمیدی       | شیرین           |
| محمدرضا شریفی‌نیا  | منصور آب شک     |
| پوریا پورسرخ      | راننده دی جی    |
| مهران رجبی        | پدر پیمان       |
| فاطمه شکری        | مادر پیمان      |
| یزدان فتوحی       | هوشنگ           |
| آیدا جعفری        | صدف             |
| اردشیر کاظمی      | پدر قلابی مهشید |
| فرخنده فرمانی‌زاده | پرستار          |